# I timi tis agapis
I timi tis agapis (grec: Η Τιμή της Αγάπης, lit. ‘el preu de l'amor’) és una pel·lícula dramàtica grega dirigida per Tonia Marketaki i estrenada el 1984.

## Sinopsi
A Corfú a principis del segle xx, Rini, la filla gran (Anny Loulou) d'un alcohòlic, Epistimi (Toula Stathopoulou) que treballava en una fàbrica està enamorada d'Andreas, un fill de bona família sense diners (Stratis Tsopanellis) que sobreviu gràcies al contraban. Els dos amants fugen. No obstant això, Andreas torna amb la mare de Rini per demanar un dot que servirà per aixecar la hipoteca de la casa de la seva família. En assabentar-se d'això, la Rini es nega a casar-se amb ell perquè considera que en demanar un dot només pensa en el seu propi interès. Embarassada, decideix anar a treballar a la fàbrica per mantenir-se a ella mateixa i al seu fill sense dependre d'un home.

## Repartiment
- Toula Stathopoulou
- Anny Loulou
- Stratis Tsopanellis

## Premis
- Festival Internacional de Cinema de Tessalònica (1984): millor pel·lícula, millor guió, millor actriu, millor fotografia, millor vestuari, millor maquillatge, millor música
- Bastia Festival de Cinema Mediterrani (1984): Gran Premi[2]
- Festival de Calcuta (1995): Projecció d'Honor